# Paul de Gasparin
Pour les articles homonymes, voir Gasparin.
Paul, Joseph de Gasparin est un homme politique français né à Orange, dans le Vaucluse, le 12 février 1812 et décédé à Tarascon, dans les Bouches-du-Rhône le 9 mai 1893.

## Biographie
Paul de Gasparin est le frère d'Agénor de Gasparin et le fils d'Adrien de Gasparin.
Après des études au lycée Louis-le-Grand à Paris, il est reçu premier à l'École polytechnique. Malgré les troubles politiques de l'époque qui ont amené le licenciement de l'École, Paul de Gasparin termine ses études avec le titre d'élève-ingénieur des ponts et chaussées, en 1833.
En 1834, il étudie les vestiges des aqueducs romains qui avaient alimenté Lyon, et fin août de cette même année il accompagne Prosper Mérimée, alors fraîchement nommé inspecteur général des monuments historiques, dans sa mission d'inspection à Lyon. Il ne publiera les résultats de ses travaux qu'en 1855. En 1835, il est envoyé en mission dans le département du Finistère, et en 1836, sur le canal du Rhône au Rhin.
le 1er juin 1837, encore élève-ingénieur, il est envoyé comme adjoint dans l'arrondissement de Marseille. Il est nommé aspirant en 1838 dans cet arrondissement, puis nommé ingénieur ordinaire dans l'arrondissement d'Orange, dans le département du Vaucluse.
Après le coup d'État du 2 décembre 1851, il est demandé aux fonctionnaires de prêter serment. Paul de Gasparin refuse. Sa démission est acceptée le 8 avril 1853. Ce n'est que le 3 février 1871, après la chute de l'Empire, qu'il est réintégré dans le Corps des ponts et chaussées avec le grade qu'il avait au moment de sa démission. Atteint par la limite d'âge, il prend sa retraite l'année suivante, le 13 février 1872.
Entre 1853 et 1871, il s'était consacré à l'agronomie et à la rédaction de livres.

## Carrière politique
Du 1er août 1846 au 24 février 1848, il est député des Bouches-du-Rhône, siégeant dans la majorité conservatrice.
Il est le maire d'Orange, de 1878 à 1881.

## Famille
- Thomas-Augustin de Gasparin (1754-1793), général de brigade, marié à Marie-Anne Marguerite de Serres
  - Adrien Étienne Pierre de Gasparin, marié à Rosalie Adèle de Daunat, fille de Paul Guillaume de Daunant, dont il a eu :
    - Paul Joseph de Gasparin, marié à Françoise Louise Torras,
      - Adèle Louise Mathilde de Gasparin (1840-1880)
      - Valérie Eugénie de Gasparin (née en 1843)
      - Augustin de Gasparin

    - Agénor Étienne de Gasparin

  - Augustin de Gasparin (1787-1857)

## Publications
- Le déficit et les nouveaux impôts, imprimerie de Ballivet et Fabre, Nîmes, 1849 (lire en ligne)
- Quelques essais sur la distribution de la richesse des nations, 1853
- Reconnaissance de l'aqueduc romain qui amenait à Lyon les eaux de la vallée du Giers, de Rey et Sézanne, Lyon, 1855 (lire en ligne)
- Agrologie. Traité de la détermination des terres arables dans le laboratoire, imprimerie et librairie d'agriculture et d'horticulture de Mme Veuve Bouchard-Huzard, Paris, 1872 (lire en ligne)
- Traité de la détermination des terres arables dans le laboratoire, G. Masson éditeur, Paris, 1872 (lire en ligne)
- L'intégrité du suffrage universel, typographie Clavel-Ballivet, Nîmes, 1873 (lire en ligne)
- Carte jointe au Mémoire de M. Paul de Gasparin sur l'aqueduc romain qui amenait à Lyon les eaux de la vallée du Gier, 1886 (voir)

## Distinctions
- Chevalier de la Légion d'honneur (26 juillet 1879)[3]